# 5824 Інагакі
5824 Інагакі (5824 Inagaki) — астероїд головного поясу, відкритий 24 грудня 1989 року.
Тіссеранів параметр щодо Юпітера — 3,356.